# Café de Madrid

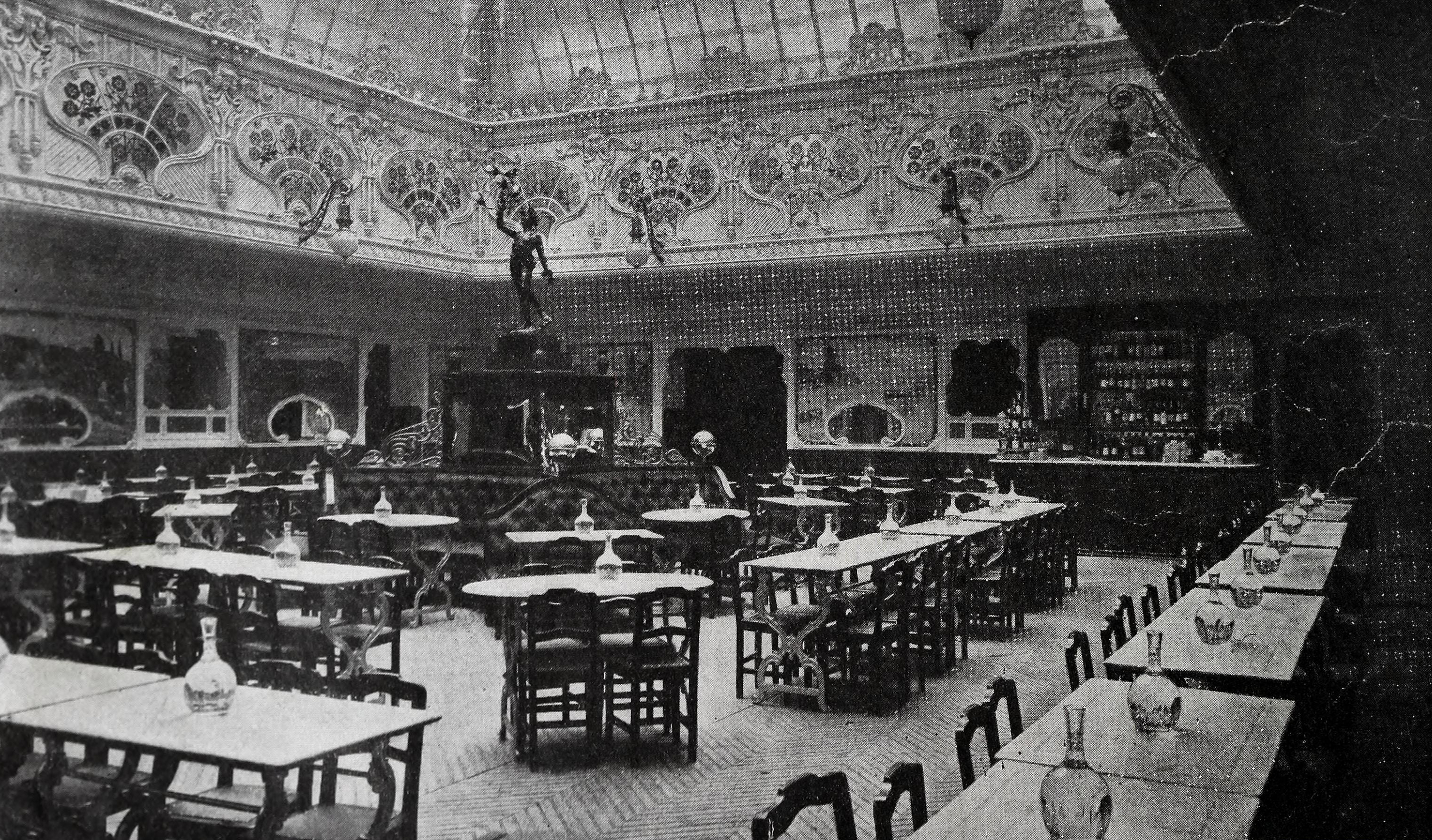
Salón central del Café de Madrid hacia 1909.

El Café de Madrid (antiguo Café del Iris) fue un café de tertulia de Madrid ubicado en la calle de Alcalá (pero prolongaba su planta hasta la Carrera de San Jerónimo donde poseía su entrada principal). Se inauguró a finales del siglo XIX debido a las operaciones de ensanche en la calle de Sevilla y continuó su vida hasta 1925. Originariamente procedía de un pasaje (denominado Iris) que conectaba a ambas calles. Era conocido el local por sus espléndidos bailes de carnaval. La generación del 98 se gestó como tertuliana habitual en este local. La tertulia más conocida fue la que capitaneó Jacinto Benavente. 

## Historia

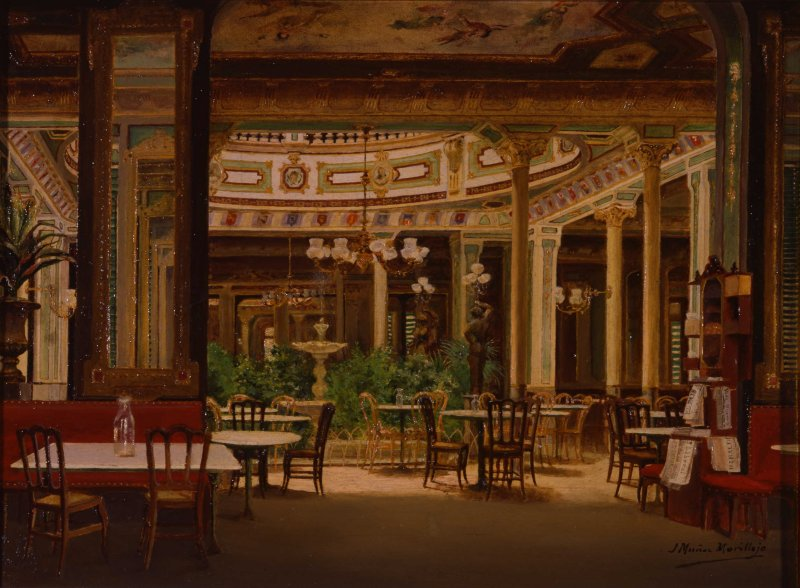
Antiguo Café de Madrid (1921), obra de Joaquín Muñoz Morillejo.

El café nace en el año 1848 fruto de una modificación al pasaje del Iris que conectaba la calle Alcalá número 12 (actual 8) y la Carrera de San Jerónimo número 11 (actual 7). Este pasaje era propiedad de la Sociedad o Compañía General del Iris, establecimiento de crédito y seguros dirigido por Felipe Fernández de Castro. En café del Iris uno de los primeros cafés cercanos a la Puerta del Sol. El mes de diciembre de 1866, y habiendo quebrado la Sociedad del Iris, fue el momento en que se inauguró como Café de Madrid. El nuevo café tendría su entrada principal por la Carrera de San Jerónimo. Propiedad de Tomás Isern. En esta primera etapa tenían cabida en el café artistas dramáticos: José Mata, Rafael Calvo, Antonio Zamora, Ricardo Morales, Alfredo Maza, Francisco Oltrá.
Su origen en pasadizo se hace ver siempre como un local grande, de planta irregular. Que no era más que un patio cubierto con cristales y un largo corredor. Se ubicaba entre los desaparecidos palacio de la Equitativa y el Hotel París, y muy cercano al Café de la Montaña (Café Imperial) de la Puerta del Sol.